# Ludovico Flangini Giovanelli
Ludovico Flangini Giovanelli, italijanski rimskokatoliški duhovnik, škof in kardinal, * 26. julij 1733, Benetke, † 29. februar 1804.

## Življenjepis
3. avgusta 1789 je bil povzdignjen v kardinala.
14. decembra 1789 je bil ustoličen kot kardinal-diakon Ss. Cosma e Damiano in 28. marca 1790 je prejel diakonsko posvečenje. 21. februarja 1794 je bil imenovan še za kardinal-diakona S. Agata de' Goti.
Leta 1799 je prejel duhovniško posvečenje. 2. aprila 1800 je bil imenovan za kardinal-duhovnika S. Marco.
23. decembra 1801 je bil imenovan za patriarha Benetk.
14. marca 1802 je prejel škofovsko posvečenje in 24. maja istega leta je bil imenovan še za kardinal-duhovnika S. Anastasia.